# Elmar Salmann

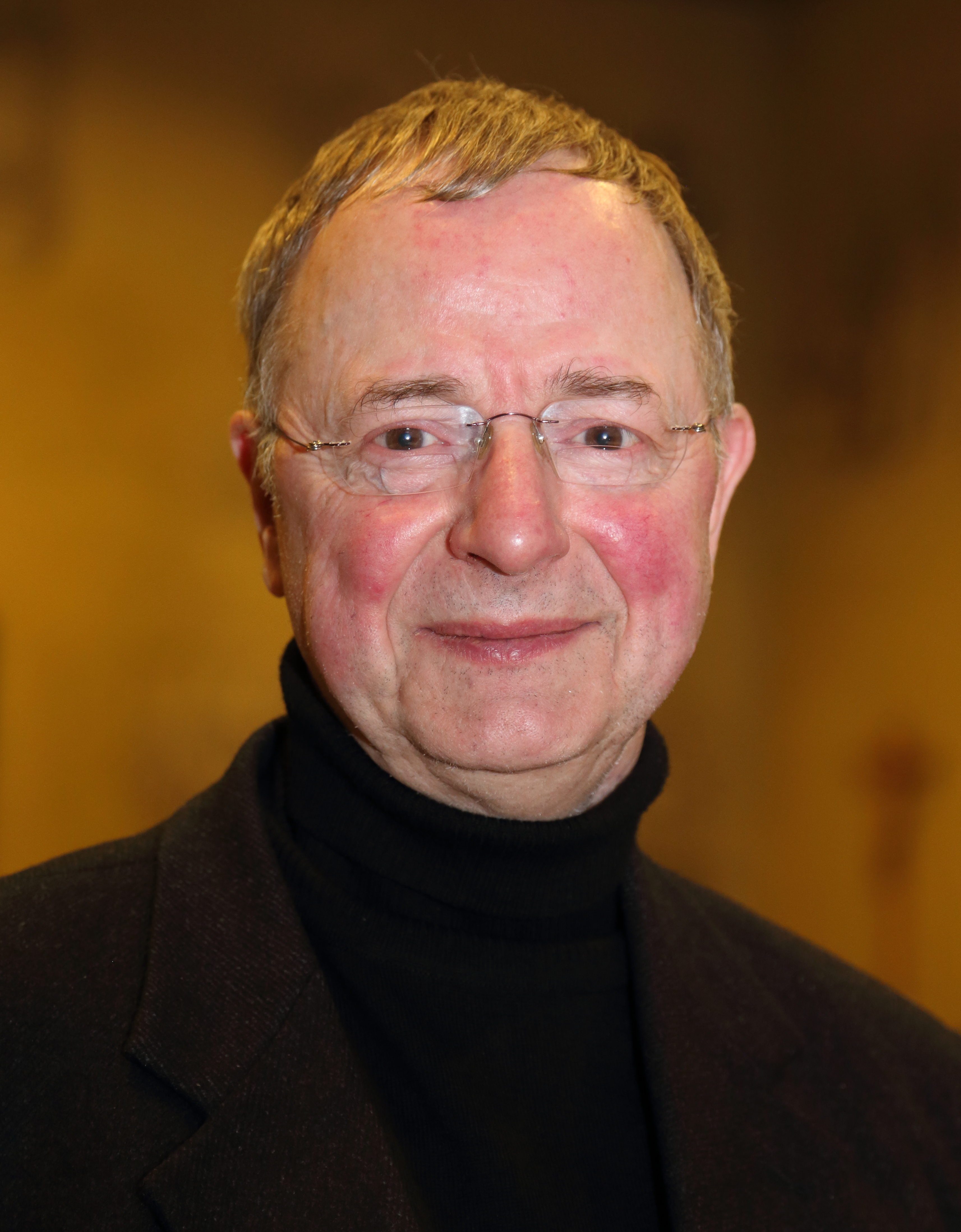
Elmar Salmann (2016)

Elmar Salmann OSB (* 12. Mai 1948 in Hagen in Westfalen) ist ein deutscher Benediktiner, Theologe und emeritierter Professor der Päpstlichen Universitäten Sant’Anselmo und Gregoriana. Er gilt als Experte für die sapientielle Theologie.

## Leben
Nach seinem Abitur am Städtischen Gymnasium Hagen 1966 studierte Salmann von 1966 bis 1971 Katholische Theologie an der Theologischen Fakultät Paderborn und der Universität Wien. Am 8. Dezember 1972 empfing er im Dom zu Paderborn die Priesterweihe. Am 5. Februar 1973 trat er in die Benediktinerabtei Gerleve ein, wo er am 6. August 1977 die Feierliche Profess ablegte. In diesen Jahren war er in der Seelsorge tätig. Mit einer Arbeit über die Benediktinermönche Anselm Stolz und Alois Mager wurde er 1979 in Münster bei Peter Hünermann zum Dr. theol. promoviert. Von 1981 bis 2012 war Salmann Professor für Philosophie und Systematische Theologie an den Päpstlichen Universitäten Sant’Anselmo und Gregoriana in Rom sowie an der Hochschule für Philosophie München. Er war von 1989 bis 2001 Dekan der Philosophischen Fakultät am Ateneo Sant’Anselmo und gründete in dieser Zeit mit Aniceto Molinaro das Institut für Philosophie und Mystik. Zugleich war er beteiligt am Entstehen des Instituts für Geschichte der Theologie an der dortigen Theologischen Fakultät. Seit 2012 ist er wieder in der Vortragsarbeit und Seelsorge der Benediktinerabtei Gerleve tätig.
Sein wissenschaftliches Arbeiten befasst sich mit der Vermittlung von Christentum und Moderne, Mystik, Psychologie und Philosophie, Phänomenologie des Lebens und der Erfahrung, Erfahrung und Sprache. Seine Hauptwerke sind Neuzeit und Offenbarung (Rom 1986) und Der geteilte Logos (Rom 1992). In Ersterem versucht er eine Grammatik der Offenbarung, der Moderne, von Dialog und Gebet im Blick auf eine Erneuerung der Trinitätslehre zu entwerfen. Das zweite Buch ist eher fundamentaltheologisch orientiert und will Christentum aus der Sicht seiner Außenbestreitung und -beschreibung neu denken und konjugieren. Es geht dabei von Kant, Hegel, jüdischem und postmodernem Denken aus und findet in dieser Konfrontation überraschende Spuren der Gegenwart der Mysterien des Christentums für die heutige Zeit. In seinen italienischen Schriften vertieft und orchestriert Salmann diese Grundeinsichten und entwickelt einen Stil weisheitlich-symbolischer Theologie. Dabei widmete er sich besonders der Christologie.

## Veröffentlichungen (Auswahl)
- Neuzeit und Offenbarung. Studien zur trinitarischen Analogik des Christentums. Roma 1986.
- Anna Katharina Emmerick – ihre mystische Existenz aus nachmoderner Sicht. 2007. (collaboration with: von Clemens Engling, Günter Scholz, Nicole Priesching, Carl Möller, Wolfgang Frühwald).
- Contro Severino. Incanto e incubo del credere. Casale M. 1996.
- Cur Deus Homo: Atti Del Congresso Anselmiano Internazionale Roma, 21-23 Maggio 1998. (collaboration with: Paul Gilbert, Helmut Karl Kohlenberger).
- Der geteilte Logos: Zum offenen Prozess von neuzeitlichem Denken und Theologie. Roma 1992.
- Patrimonium Fidei: Traditionsgeschichtliches Verstehen Am Ende? Festschrift Für Magnus Löhrer Und Pius Ramon Tragan. Roma 1997 (collaboration with: Magnus Löhrer, Pius-Ramon Tragan, Marinella Perroni).
- Die Vernunft Ins Gebet Nehmen: Philosophisch-Theologische Betrachtungen. 2000. (collaboration with Joachim Hake).
- Emmerick und Brentano: Dokumentation eines Symposiums der Bischöflichen Kommission “Anna-Katharina Emmerick”. 1983. (collaboration with: von Wolfgang Frühwald, Peter Hünermann, Winfried Woesler, Bernd Wacker, Renate Moering, Hubert Larcher, Basilius Senger, Clemens Engling, Heinrich Schleiner).
- Filosofia E Mistica: Itinerari Di Un Progetto Di Ricerca. Roma 1997. (collaboration with: Aniceto Molinaro).
- L’Attualità filosofica di Anselmo d’Aosta. Roma 1990. (collaboration with: von Carlo Huber, Aniceto Molinari).
- Le ragioni della fede. Come credere oggi. 1997. (collaboration with: Colzani Gianni; Giustiniani Pasquale).
- Mysterium Christi: Symbolgegenwart und theologische Bedeutung. Festschrift für Basil Studer. Roma 1996. (collaboration with: Magnus Löhrer).
- La teologia è un romanzo. Milano 2000.
- Presenza di spirito. Il cristianesimo come gesto e pensiero. Padova 2000.
- (Hrsg.), La teologia mistico-sapienzale di Anselm Stolz. Roma 1988.
- Contro Severino. Incanto e incubo del credere. Casale Monferrato 1996.
- La palabra partida. Cristianismo y cultura posmoderna. Madrid 1999.
- La teologia e un romanzo. Un approccio dialettico a questioni cruciali. Milano 2000.
- Zwischenzeit: Postmoderne Gedanken zum Christsein heute. 2004.
- Daleka bliskość chrześcijaństwa. Kraków 2005.
- Passi e passaggi nel Cristianesimo. Assisi 2009.
- Scienza e spiritualità. Affinità elettive. 2009.
- „Spurenlese des Lebens“, in: Wie kurieren wir die Kirche.(Hrsg.: Alfred Neven DuMont) DuMont Buchverlag, 2013, S. 181 ff.
- Geistesgegenwart: Figuren und Formen des Lebens. St. Ottilien 2010.
- Memorie italiane. Impressioni e impronte di un cammino teologico (collaboration with: Gianluca De Candia - Armando Matteo), Assisi 2012.
- Sancta morum elegantia. Festschrift zum 70. Geburtstag von Prof. Elmar Salmann (Italienisch-Deutsch), Hrsg. G. De Candia - Ph. Nouzille, Studia Anselmiana 177, EOS Verlag 2018, ISBN 3-8306-7920-3.